# براد هيندريكس
براد هيندريكس (بالإنجليزية: Brad Hendricks)‏ هو محامي أمريكي، ولد في 4 مايو 1951 في سان أنطونيو في الولايات المتحدة.